# Donovan Scott
Donovan Scott est un acteur américain né le 29 septembre 1947 à Chico (Californie).
Il s'est fait connaître par le rôle du cadet Leslie Barbara dans Police Academy en 1984.

## Filmographie
Cinéma
- 1980 : Popeye de Robert Altman Ricin Oyl (Castor Oyl)
- 1981 : La Grande Zorro (Zorro, The Gay Blade) de Peter Medak
- 1984 : Police Academy de Hugh Wilson
- 1984 : Sheena, reine de la jungle (Sheena) de John Guillermin
- 1986 : La Dernière Passe (The Best of Times) de Roger Spottiswoode
- 1990 : Retour vers le futur 3 (Back to the Future Part III) de Robert Zemeckis

Télévision
- 2009 : Le Noël des petites terreurs (The Three Gifts) de David S. Cass Sr.
- 2012 : Mon Père Noël bien-aimé (Matchmaker Santa) de David S. Cass Sr.